# Маккомб (Огайо)
Маккомб (англ. McComb) — селище (англ. village) в США, в окрузі Генкок штату Огайо. Населення — 1558 осіб (2020).

## Географія
Маккомб розташований за координатами 41°6′27″ пн. ш. 83°47′23″ зх. д. / 41.10750° пн. ш. 83.78972° зх. д. (41.107415, -83.789705).  За даними Бюро перепису населення США в 2010 році селище мало площу 2,39 км², з яких 2,30 км² — суходіл та 0,09 км² — водойми. В 2017 році площа становила 2,79 км², з яких 2,70 км² — суходіл та 0,09 км² — водойми.

## Демографія
Згідно з переписом 2010 року, у селищі мешкало 1648 осіб у 588 домогосподарствах у складі 443 родин. Густота населення становила 689 осіб/км².  Було 656 помешкань (274/км²).
Расовий склад населення:
| - 93,9 % — білих - 0,7 % — азіатів - 0,4 % — корінних американців - 0,4 % — чорних або афроамериканців - 2,1 % — осіб інших рас |

До двох чи більше рас належало 2,4 %. Частка іспаномовних становила 8,9 % від усіх жителів.
За віковим діапазоном населення розподілялося таким чином: 30,6 % — особи молодші 18 років, 59,0 % — особи у віці 18—64 років, 10,4 % — особи у віці 65 років та старші. Медіана віку мешканця становила 34,8 року. На 100 осіб жіночої статі у селищі припадало 95,3 чоловіків;  на 100 жінок у віці від 18 років та старших — 92,6 чоловіків також старших 18 років.
Середній дохід на одне домашнє господарство  становив 50 177 доларів США (медіана — 45 368), а середній дохід на одну сім'ю — 50 103 долари (медіана — 45 699). За межею бідності перебувало 15,3 % осіб, у тому числі 26,1 % дітей у віці до 18 років та 1,4 % осіб у віці 65 років та старших.
Цивільне працевлаштоване населення становило 843 особи. Основні галузі зайнятості: виробництво — 33,9 %, освіта, охорона здоров'я та соціальна допомога — 16,1 %, роздрібна торгівля — 14,7 %.